# Lucio Presta
Lucio Presta (Cosenza, 14 febbraio 1960) è un imprenditore, dirigente d'azienda, produttore televisivo ed ex ballerino italiano.

## Biografia
Inizia la sua carriera come ballerino grazie a Flora Torrigiani e a John Lei. Due anni dopo reincontra nuovamente la Torrigiani che lo porta a debuttare in televisione: lavora quindi in cinque edizioni del varietà Fantastico e per Renato Zero. Dopo aver smesso di lavorare come ballerino, ha organizzato una tournée per Heather Parisi e Franco Miseria.
Ha fondato a Roma l'agenzia di spettacolo Arcobaleno Tre, il cui capitale sociale è detenuto al 30% da Presta, al 20% da Paola Perego, al 20% da Dario Tiribello, al 20% da Simona Ugolinelli e al 5% ciascuno dai figli di Presta Niccolò e Beatrice secondo quanto comunicato nel settembre 2012 da fonti di stampa. Nell'aprile 2021 la composizione del capitale sociale è assai mutata: Tiribello e Ugolinelli hanno venduto a Presta le loro quote e in seguito quest'ultimo ha donato ai suoi due figli tutte le sue quote in modo che ciascuno abbia il 40%, mentre il restante 20% un tempo posseduto da Paola Perego è stato da lei donato ai suoi due figli Giulia e Riccardo Carnevale che così adesso possiedono il 10% a testa.
Dopo circa dieci anni di fidanzamento, il 25 settembre 2011 Presta si è sposato con Paola Perego: queste nozze, vista la presenza di molti famosi tra gli invitati, ebbe ampia eco presso la stampa italiana dedicata alla cronaca rosa. Tra gli assistiti da Presta e dalla sua agenzia vi sono: Elena Santarelli, Antonella Clerici, Ezio Greggio, Gianni Morandi, Roberto Benigni, Michele Santoro, Simona Ventura, Myrta Merlino, Teo Mammucari, Marco Liorni, Elisa Isoardi ed Clementino. Presta in passato è stato manager anche di Paolo Bonolis, Mara Venier, Belén Rodríguez, Rita dalla Chiesa, Lorella Cuccarini, Salvo Sottile, Stefano De Martino, Amadeus ed altri artisti televisivi. Presta è considerato dai media come uno degli agenti più influenti.
In occasione delle elezioni amministrative in Italia del 2016 Presta si candida come Sindaco della sua città Cosenza appoggiato dal Partito Democratico e da 16 liste (tra cui PSI, IdV, PSDI, Centro Democratico, Calabria in Rete, Italia del Meridione) sfidando il Sindaco di centrodestra uscente Mario Occhiuto; il 28 aprile, però, ritira la candidatura per motivi di famiglia, perciò al suo posto corre Carlo Guccione: alle elezioni del 5 giugno è rieletto Occhiuto al primo turno sostenuto da Forza Italia, Fratelli d'Italia e da varie liste civiche.
Nel marzo 2017 è stata conferita a Presta la cittadinanza onoraria di Praia a Mare. Presta, oltre all'attività di agente di spettacolo, con la sua società Arcobaleno Tre produce spettacoli televisivi; i più famosi sono gli show di Roberto Benigni su Rai 1, i docufilm come il noto Firenze secondo me con l'ex Premier Matteo Renzi in veste di conduttore, ma soprattutto Presta è stato co-produttore di alcuni Festival di Sanremo, precisamente quelli condotti da Bonolis, Clerici, Morandi e Amadeus (ad esclusione della settantaquattresima edizione).

## Vita privata
Presta si è sposato con tre donne: Simonetta, la prima; Emanuela Contessi, la seconda, da cui ha avuto due figli (Niccolò e Beatrice); Paola Perego, la terza e attuale. Si professa cattolico.

## Opere
- Lucio Presta e Annamaria Matera, Nato con la camicia, Milano, Mondadori, 2019, ISBN 978-88-918-2325-0.